# Lope de Aguirre
Pour les articles homonymes, voir Lope et Aguirre.
Ne doit pas être confondu avec Francisco de Aguirre (conquistador).
Lope de Aguirre, né près d'Oñati entre 1511 et 1518 et mort le 27 octobre 1561 à Barquisimeto, au Venezuela, est un conquistador et cryptarque basque-espagnol,. 
Surnommé El Loco en français : « Le fou », il se rendit célèbre par sa cruauté et sa rébellion contre l'autorité espagnole du roi Philippe II,.

## Biographie

### Jeunesse
Deuxième enfant d'une famille basque hidalga, Lope de Aguirre nait selon les sources entre 1511 et 1515, vers 1516 ou bien vers 1518, près d'Oñati situé dans la province du Guipuscoa au Pays basque espagnol. Il est issu d'un milieu social favorisé mais non fortuné, probablement d'une famille de notaires, comme le suggère le docteur Juan Carlos Guerra. Selon la coutume basque, l'héritage de la famille étant destiné à l'aîné, fille ou garçon, Aguirre n'a que peu d'options : entrer dans les ordres ou chercher fortune dans une plus grande ville d'Espagne ou d'Amérique. Il part à Séville et devient dresseur de chevaux. La Séville du XVIe siècle est alors une puissante cité commerciale reliée par voie maritime aux Indes occidentales. 
Après l'arrivée triomphante d'Hernando Pizarro à Séville, de retour du Pérou avec le trésor royal d'Atahualpa, de nombreuses rumeurs circulent dans la ville sur l'existence de fabuleux trésors et de grandes quantités d'or en terre inca, ce qui incitera nombre de jeunes espagnols à quitter leur terre natale pour le Nouveau Monde. C'est dans ce contexte que Lope de Aguirre s'embarque pour l'Amérique en 1534, probablement à bord d'une expédition de 250 hommes commandée par Rodrigo Buran, comptable du gouverneur Pedro de Heredia.
On sait peu de choses de ce voyage, si ce n'est qu'il serait arrivé au Pérou en 1536 ou 1537. Plusieurs Lope de Aguirre apparaissent dans divers documents officiels sans que son identité soit confirmée : il aurait été au service du gouverneur Pedro de Heredia, aurait survécu à un naufrage près de La Havane et enfin se serait rembarqué pour l'Amérique en 1539. À Cuzco, il s'occupe, entre autres activités, du dressage des chevaux pour son compte ou celui des autres, puis participe à la fondation de La Plata (Sucre) où il résidera quelque temps. En tant que conquistador, il obtient très vite une réputation d'homme violent, cruel et déloyal. Dans ses Poésies des hommes illustres des Indes, Juan de Castellanos le décrit comme étant un « homme de petite taille et de mauvaises mœurs ».

### Guerres civiles péruviennes
Lope de Aguirre prend part aux nombreux soulèvements qui ensanglantent le Pérou, participant en 1538 à la bataille de Las Salinas qui oppose pizarristes et almagristes, puis à l'expédition de Diego de Rojas et à la bataille de Chupas. En 1544, il est du côté du premier vice-roi du Pérou Blasco Núñez Vela, qui arrive d'Espagne. Ce dernier a été chargé par le roi de mettre en application les Nouvelles Lois, qui interdisent, sous peine de mort, de capturer des Indiens, de les forcer à travailler ou de voler leurs biens, ce qui provoque à Lima mécontentements et révoltes des conquistadors. Refusant les Nouvelles Lois et s'appuyant sur la Real Audiencia, Gonzalo Pizarro et Francisco de Carvajal organisent une armée, déposent le vice-roi et l'emprisonnent. Sous la conduite de Melchor Verdugo, Lope de Aguirre participe à une tentative de libération du vice-roi. L'opération échoue et ils s'enfuient à Cajamarca, où ils recrutent des hommes pour lutter contre Pizarro. Cependant, le vice-roi parvient à s'échapper par mer, grâce à l'aide de l'oidor (juge) Álvarez, et gagne Tumbes, où il prend la tête d'une petite armée placée sous l'étendard royal. La guerre civile dure deux années et s'achève avec la défaite de Gonzalo Pizarro le 18 janvier 1546. Melchor Verdugo et Lope de Aguirre sont alors au Nicaragua, où ils ont fui avec 33 hommes. Durant le périple, Verdugo a accordé le grade de sergent à Aguirre.
En 1551, Lope de Aguirre retourne à Potosí (alors située au Pérou) et est arrêté par le juge Francisco de Esquivel pour violation des lois sur la protection des Indiens. Le juge condamne Aguirre à être fouetté en public malgré les protestations de ce dernier, arguant que le châtiment est indigne d'un gentilhomme de noble ascendance. Blessé dans son honneur, Aguirre ne pensera qu'à assouvir sa vengeance. Averti par des amis des desseins d'Aguirre, Esquivel s'éloigne de lui, se cachant et changeant constamment de lieu d'habitation. Durant trois années et quatre mois, Aguirre traque le magistrat à pied, le poursuivant à Quito et à Cuzco sur un total de près de 6 000 kilomètres. Lassé de fuir, Esquivel rentre à Cuzco et emménage dans une maison assez proche de la grande église, où il vit entouré de protections, portant en permanence « une cotte de mailles avec à son côté un poignard et une bonne épée ».
Ayant repéré l'endroit, Aguirre entre un lundi en plein jour dans le manoir du magistrat et le trouve assoupi dans la bibliothèque. Il le poignarde au niveau de la tempe ainsi qu'au niveau du buste ; le juge décède peu après. Aguirre sort de la maison et, s'apercevant qu'il a oublié son chapeau, retourne sur ses pas pour le récupérer. Il ressort, semblant désorienté, et déambule dans la rue. Il aperçoit alors deux jeunes cavaliers qu'il connaît, et leur demande de l'aide pour se cacher. Les cavaliers le cachent pendant 40 jours dans une étable de la maison de leur beau-frère, sans que celui-ci en soit informé, puis le déguisent en noir afin de lui faire quitter la ville. Après être sorti de la ville et avoir marché sur près de 40 lieues, ils se séparent. Aguirre prend la route de Huamanga, où il est hébergé chez un proche parent qui est aussi l'un des plus riches et des principaux seigneurs de la ville. Il part ensuite se réfugier à Tucumán.
En 1552, il participe au soulèvement de Cuzco contre le vice-roi Antonio de Mendoza et est impliqué dans le meurtre du général Hinojosa, corrégidor de Charcas, ce qui lui vaut une condamnation à mort. En 1553, il prend part au soulèvement de Sebastián Castilla à La Plata, puis s'enfuit et se cache durant toute une année dans une grotte, se nourrissant de pain et de racines. Il reçoit l'aide d'amis, jusqu'à ce qu'en 1554, les auditeurs du Pérou promettent une grâce générale aux hommes qui se rangeraient sous l'étendard royal. Aguirre suit le maréchal Alvarado contre le rebelle Francisco Hernández Girón et profite de l'amnistie. Il se blesse grièvement à la bataille de Chuquinga perdant l'usage du pied droit et se brûle les mains en manipulant une arquebuse défectueuse. C'est à cette époque qu'il commence à être surnommé « Aguirre el loco ».

### Expédition à Omagua et Eldorado
En 1559, le vice-roi Andres Hurtado de Mendoza organise une expédition fluviale de découverte et de conquête des territoires d'Omagua et d'Eldorado, réputés abriter d'immenses richesses. Il confie le commandement de la troupe à Pedro de Ursúa et le nomme gouverneur de ces contrées. Faisant d'une pierre deux coups, il souhaitait également éloigner du Pérou de nombreux soldats et mercenaires susceptibles de se rebeller contre l'autorité royale après la fin des guerres civiles. 
Aguirre, indésirable au Pérou, sans fortune ni gloire, abîmé par les combats successifs, décide de s'engager dans l'expédition et fait venir sa fille métisse Elvira ainsi que sa maîtresse doña Inés de Atienza. Le 26 septembre 1560, l'expédition se lance sur le fleuve Marañon. Aguirre nomme par la suite ses partisans marañones en référence au fleuve. L'expédition se compose de 300 Espagnols, un demi-millier d'indiens et plusieurs dizaines d'esclaves noirs, tous embarqués sur deux brigantins, de larges barques et de petites embarcations.
Au bout d'une année, l'expédition, qui se trouve sur le fleuve Amazone, commence à vaciller : aucune découverte n'est faite et plusieurs embarcations sont perdues. Les conflits entre hommes se multiplient jusqu'à l'éclatement d'une mutinerie. Avec la participation d'Aguirre, les mutins renversent et assassinent Pedro de Ursúa qu'ils remplacent par Fernando de Guzmán. Lope de Aguirre, qui s'affirme comme le chef des mutins, décide la création d'un royaume indépendant et fait sacrer Fernando de Guzmán « Prince du Pérou, de la Terre Ferme et du Chili ». Très vite, Aguirre fait assassiner les hommes réticents à son autorité dont Guzmán et ses fidèles. À la tête de ses marañones, il suit le cours du fleuve Orénoque et rejoint l'océan Atlantique, faisant subir de nombreuses violences aux populations indigènes rencontrées en chemin. Le 23 mars 1561, il fait ratifier par 186 soldats une déclaration le proclamant « Prince du Pérou, de la Terre Ferme et du Chili ». Il entreprend alors de se diriger vers le Pérou avec l’intention de conquérir la vice-royauté.

### Opérations militaires contre la vice-royauté
En juillet 1561, il s'empare de l'île Margarita et assoit son autorité par la terreur, tuant notamment plus de 50 habitants lors de la prise de la ville ainsi que de nombreux habitants des localités proches. Il écrit une lettre au roi Philippe II, qu'il confie à un prêtre de Valencia lors de la prise de celle-ci, chargé de l'envoyer à l'Audience royale. Au total, Aguirre fait assassiner 72 personnes de l'expédition qu'il considère comme non utiles, dont deux moines, un ecclésiastique et quatre femmes. Se dirigeant vers Panama, il traverse le Venezuela et prend la ville de Nueva Valencia del Rey, semant la désolation dans la région. De nombreux marañones, à qui les autorités espagnoles promettent le pardon, l’abandonnent. Isolé à Barquisimeto et cerné par les armées royales, il poignarde sa propre fille et tue plusieurs des marañones qui tentent de le capturer. Il succombe lui-même à deux balles d'arquebuse le 27 octobre 1561. Son corps est alors découpé en quartiers et envoyé à plusieurs villes du Venezuela. Ses restes sont mangés par des chiens. Sa tête est envoyée à El Tocuyo et placée dans une cage de fer sur le pilori au milieu de la place. Ses lieux d'habitations sont détruits jusqu'aux fondations, labourés et semés de sel. Francisco Vázquez, qui participa à l'expédition, écrivit : « Il restera de lui le même souvenir que de l'infâme Judas, pour qu'on le maudît et le honnît comme l'être le plus pervers qui soit né dans le monde. »

## Aguirre dans la culture
Aguirre intéressa de nombreux artistes tels que l'écrivain vénézuélien Arturo Uslar Pietri — qui publie en 1947 El camino de El Dorado, traduit en français en 1997 sous le titre Le chemin de l'Eldorado.
Deux films inspirés de la vie du conquistador ont été réalisés. Le premier par Werner Herzog en 1972 : Aguirre, la colère de Dieu avec Klaus Kinski dans le rôle principal ; le deuxième par Carlos Saura en 1988 et portant le titre El Dorado, avec Omero Antonutti dans le rôle de Lope de Aguirre et Lambert Wilson dans celui de Pedro de Ursúa. Les deux films racontent l'expédition sur le Marañon, celui de Saura se voulant le plus proche des données historiques. Aguirre est également au centre de l'intrigue du film Disney Jungle Cruise où l'acteur Édgar Ramirez prête ses traits au conquistador.
Plusieurs livres :
- Ciro Bayo (es) : Los Marañones (1913)
- Ramón J. Sender : La aventura equinoccial de Lope de Aguirre (1968)
- Abel Posse : Daimón (1968)
- Miguel Otero Silva : Lope de Aguirre, príncipe de la Libertad (1979)
- Ángela Reyes (es) : Adiós a las Amazonas (2004)

En bande dessinée :
- Le scénariste espagnol Felipe Hernández Cava est l'auteur d'une trilogie consacrée à Lope de Aguirre, dont le premier et le troisième titre sont traduits en français :
  - Aguirre, avec le dessinateur argentin Enrique Breccia, dont la traduction est parue en 1991 chez Soleil Productions,
  - L'Expiation, avec le dessinateur Ricard Castells, dont la traduction est parue en 1999 chez Fréon.
- En 2008, la bande dessinée Aguirre, Le Principe de Liberté (scénario de Richard Marazano et dessins de Gabriel Delmas) est publiée chez Carabas.

Au théâtre :
- Gonzalo Torrente Ballester : Lope de Aguirre, crónica dramática de la historia americana en tres jornadas (Madrid, Escorial 1941)
- José Sanchís Sinisterra (en) : Lope de Aguirre, traidor (1992

Musique :
- El Tirano Aguirre: oratorio du compositeur vénézuélien Evencio Castellanos .
- En 1992, un groupe de rock argentin baptisé Aguirre est créé, composé de Pablo Tapia, Mario Serra et Marcelo Moura. Il publie trois CD : Aguirre en 1992, Frente al zoo en 1993 et Aguirre III en 1995.